# Orchidales
Orchidales è un ordine di monocotiledoni che comprende 4 famiglie:
- Burmanniaceae
- Corsiaceae
- Geosiridaceae
- Orchidaceae

La classificazione filogenetica non riconosce questo raggruppamento. 
Le Burmanniaceae sono aggregate alle Thismiaceae, le Geosiridaceae alle Iridaceae, mentre le Orchidaceae e le Corsiaceae continuano ad essere considerate famiglie a sé stanti, ma appartenenti rispettivamente agli ordini Asparagales e Liliales.